# Korea Open 2017
Il Korea Open 2017 (precedentemente conosciuto come Hansol Korea Open e Kia Korea Open) è stato un torneo di tennis giocato sul cemento all'aperto. È stata la quattordicesima edizione del torneo che fa parte della categoria International nell'ambito del WTA Tour 2017. Il torneo si è giocato dal 18 al 24 settembre all' Olympic Park Tennis Center]di Seul, in Corea del Sud.

## Partecipanti

### Teste di serie
| Nazionalità | Giocatrice         | Ranking* | Testa di serie |
| ----------- | ------------------ | -------- | -------------- |
| Lettonia    | Jeļena Ostapenko   | 10       | 1              |
| Paesi Bassi | Kiki Bertens       | 29       | 2              |
| Rep. Ceca   | Kristýna Plíšková  | 44       | 3              |
| Romania     | Sorana Cîrstea     | 51       | 4              |
| Romania     | Irina-Camelia Begu | 54       | 5              |
| Germania    | Tatjana Maria      | 58       | 6              |
| Spagna      | Lara Arruabarrena  | 61       | 7              |
| Stati Uniti | Christina McHale   | 62       | 8              |

* Ranking all'11 settembre 2017.

### Altre partecipanti
Le seguenti giocatrici che hanno ricevuto una Wild card:
- Han Na-lae
- Jang Su-jeong
- Katarina Zavatska

Le seguenti giocatrici passate dalle qualificazioni:

- Priscilla Hon
- Luksika Kumkhum
- Karolína Muchová
- Peangtarn Plipuech
- Arantxa Rus
- Varatchaya Wongteanchai

## Campionesse

### Singolare
Jeļena Ostapenko ha sconfitto in finale  Beatriz Haddad Maia con il punteggio di 6(5)–7, 6–1, 6–4.
- È il secondo titolo in carriera per la Ostapenko, secondo della stagione.

### Doppio
Kiki Bertens /  Johanna Larsson hanno sconfitto in finale  Luksika Kumkhum /  Peangtarn Plipuech con il punteggio di 6–4, 6–1.